# Bento Box Entertainment
Bento Box Entertainment (conocido también como Bento Box Animation) es un estudio de animación estadounidense localizado en North Hollywood, Los Ángeles, California. Fue fundado en 2009 por productores ejecutivos Scott Greenberg, Joel Kuwahara, y Mark McJimsey. Actualmente es una fiilial de Fox Corporation y opera bajo la división de Fox Entertainment. El estudio es más conocido por producir Bob's Burgers para la cadena Fox.
Bento Box Entertainment tiene cuatro estudios de animación en North Hollywood, Burbank, Bento Box Animation Studio Atlanta, en Atlanta, Georgia, y Bento Box Canadá en Toronto, Ontario.

## Historia
El 11 de octubre de 2011, Bento Box lanzó su división de contenido infantil llamada Sutikki. Sutikki abrió una oficina en el Reino Unido el 23 de marzo de 2017.
Para el 6 de agosto de 2019 se anunció que Bento Box sería adquirida por Fox Corporation, mientras se le permitiría seguir operando como una productora independiente; Sutikki no fue parte de la operación.
El 8 de abril de 2020 se firmó un acuerdo de producción con la empresa australiana Princess Pictures.

## Producciones

### Series de televisión
| Título                             | Año(s)         | Red            | Notas |
| ---------------------------------- | -------------- | -------------- | --- |
| Neighbors from Hell                | 2010           | TBS            | Coproducción con 20th Television, Wounded Poodle y MoonBoy Animation                                                        |
| Bob's Burgers                      | 2011–presente  | FOX            | Coproducción con 20th Television, Wilo Productions y Buck & Millie Productions                                              |
| Allen Gregory                      | 2011           | FOX            | Coproducción con 20th Television, Jonah Hill Films, a J. Paul/A. Mogel/D. Goodman Piece of Business y Chernin Entertainment |
| Brickleberry                       | 2012–15        | Comedy Central | Coproducción con Touchstone Television, Damn! Show Producitions y Black Heart Productions.                                  |
| Out There                          | 2013           | IFC            | Coproducción con 20th Television y Quincy Productions.                                                                      |
| The Awesomes                       | 2013–2015      | Hulu           | Coproducción con Broadway Video y Sethmaker Shoemeyers Productions.                                                         |
| Perfect Hair Forever               | 2014           | Adult Swim     | Coproducción con Williams Street solamente en los episodios 8 y 9.                                                          |
| Future-Worm!                       | 2015           | Disney XD      | Coproducción con Disney Television Animation y Quincy Productions únicamente en cortos.                                     |
| Bordertown                         | 2016           | FOX            | Coproducción con 20th Television, Fuzzy Door Productions y Hentemann Films.                                                 |
| Legends of Chamberlain Heights     | 2016–17        | Comedy Central | Coproducción con Running with Scissors y TrueStarr Society of Ninjas Incorporated.                                          |
| The Who Was? Show                  | 2018           | Netflix        | Coproducción con Penguin Random House, FremantleMedia y Matador Content.                                                    |
| Paradise PD                        | 2018–presente  | Netflix        | Coproducción con Damn! Show Productions y Odenkirk Provissiero Entertainment.                                               |
| Alien News Desk                    | 2019           | Syfy           | Coproducción con Broadway Video.                                                                                            |
| Lazor Wulf                         | 2019           | Adult Swim     | Coproducción con Williams Street para la temporada 1 y con Six Point Harness para la temporada 2.                           |
| Moon and Me                        | 2019 –presente | CBeebies       | Primera producción de Sutikki.                                                                                              |
| Duncanville                        | 2020–2023      | FOX            | Coproducción con Paper Kite Productions, 3 Arts Entertainment, 20th Television, Fox Entertainment y Universal Television.   |
| Central Park                       | 2020–presente  | Apple TV+      | Coproducción con 20th Television, Angry Child Productions, Wilo Productions, y Brillstein Entertainment Parters.            |
| Hoops                              | 2020           | Netflix        | Coproducción con 20th Television y Lord Miller Productions.                                                                 |
| The Masked Singer                  | 2020–presente  | FOX            | Secuencias animadas (temporada 4).                                                                                          |
| The Great North                    | 2021–presente  | FOX            | Coproducción con 20th Television, Double Molyneux Sister Sheux, Wilo Productions y Fox Entertainment.                       |
| Housebroken                        | 2021           | FOX            | Coproducción con Kapital Entertainment, Fox Entertainment y Merman.                                                         |
| The Prince                         | 2021           | HBO Max        | Coproducción con 20th Television.                                                                                           |
| Proyecto sin título por Dan Harmon | 2022           | FOX            | Coproducción con Fox Entertainment.                                                                                         |
| Bananaman                          | TBA            | FOX            | Coproducción con Fox Entertainment.                                                                                         |
| The Blues Brothers                 | TBA            |                | |
| Clue                               | TBA            | FOX            | Coproducción con Fox Entertainment, Hasbro y One Entertainment.                                                             |
| Cocky                              | TBA            | FOX            | Coproducción con Fox Entertainment.                                                                                         |
| Farzar                             | TBA            | Netflix        | Coproducción con Damn! Show Productions y Odenkirk Provissiero Entertainment.                                               |
| Koala Man                          | TBA            | Hulu           | Coproducción con 20th Television, Justin Roiland's Solo Vanity Card Productions! and Princess Pictures.                     |
| Mulligan                           | TBA            | Netflix        | Coproducción con 3 Arts Entertainment y Universal Television.                                                               |
| Ocean Village                      | TBA            | FOX            | Coproducción con Fox Entertainment.                                                                                         |
| Shell Beach                        | TBA            | FOX            | Coproducción con Fox Entertainment.                                                                                         |
| Harold & Kumar                     | No estrenado.  | Adult Swim     | Piloto; coproducción con Lionsgate Television.                                                                              |
| Murder Police                      | No estrenado.  | FOX            | Coproducción con 20th Television.                                                                                           |
| The Pandas                         | No estrenado.  |                | Coproducción con Wumo. |

### Miniseries
| Título             | Años          | Plataforma | Notas                                                                                       |
| ------------------ | ------------- | ---------- | ------------------------------------------------------------------------------------------- |
| Glove and Boots    | 2010–2017     | YouTube    | Programa realizado originalmente como una producción local en Nueva York entre 2004 y 2006. |
| Kuroba             | 2018–presente | YouTube    | Coproducción con WildBrain.                                                                 |
| Dogs Playing Poker | 2021–presente | FOX        | Coproducción con Fox Entertainment.                                                         |

### Películas animadas on demand
| Fecha de estreno    | Título               | Notas                                        |
| ------------------- | -------------------- | -------------------------------------------- |
| 18 de marzo de 2014 | Achmed Salva América | Coproducción con Levity Entertainment Group. |
| 20 de enero de 2015 | Madea's Tough Love   | Coproducción con Tyler Perry Studios.        |

### Especiales
| Fecha de estreno      | Título                                  | Notas                                                                |
| --------------------- | --------------------------------------- | -------------------------------------------------------------------- |
| 28 de octubre de 2017 | The David S. Pumpkins Halloween Special | Coproducción con Universal Television, SNL Studios y Broadway Video. |

### Películas teatrales
| Fecha de estreno   | Título                     | Notas                                  |
| ------------------ | -------------------------- | -------------------------------------- |
| 20 de mayo de 2022 | Bob's Burgers: La Película | Coproducción con 20th Century Studios. |

## Princess Bento Studio
| Título                | Año de estreno       | Año de finalización  | Temporada(s) | Red         | Notas                                                                                       |
| --------------------- | -------------------- | -------------------- | ------------ | ----------- | ------------------------------------------------------------------------------------------- |
| YOLO: Crystal Fantasy | 10 de agosto de 2020 | 31 de agosto de 2020 | 1            | Adult Swim  | en coproducción con Williams Street y Monkeystack                                           |
| Smiling Friends       | 1 de enero de 2022   | Presente             | 2            | Adult Swim  | en coproducción con Williams Street y Goblin Caught on Tape                                 |
| Koala Man             | 9 de enero de 2023   | Presente             | 1            | Hulu        | Coproducción con 20th Television Animation y Justin Roiland's Solo Vanity Card Productions! |
| Hazbin Hotel          | 19 de enero de 2024  | Presente             | 1            | Prime Video | Coproducción con SpindleHorse Toons y A24                                                   |

## Bento Box Interactive
Bento Box Interactive es una compañía de entretenimiento basado en la tecnología lanzada por Bento Box Entertainment en 2012. En octubre de 2012, Bento Box Entertainment se asoció con Alicia Keys para crear una aplicación móvil educativa llamada "The Journald of Mama Mae and LeeLee" ("Los diarios de Mama Mae y LeeLee" en español) para dispositivos iOS. La aplicación cuenta la historia de la relación entre una joven chica de la ciudad de Nueva York y su abuela que incluía dos canciones originales de Keys, "Follow the Moon" y "Unlock Yourself".